# Sargento (herramienta)

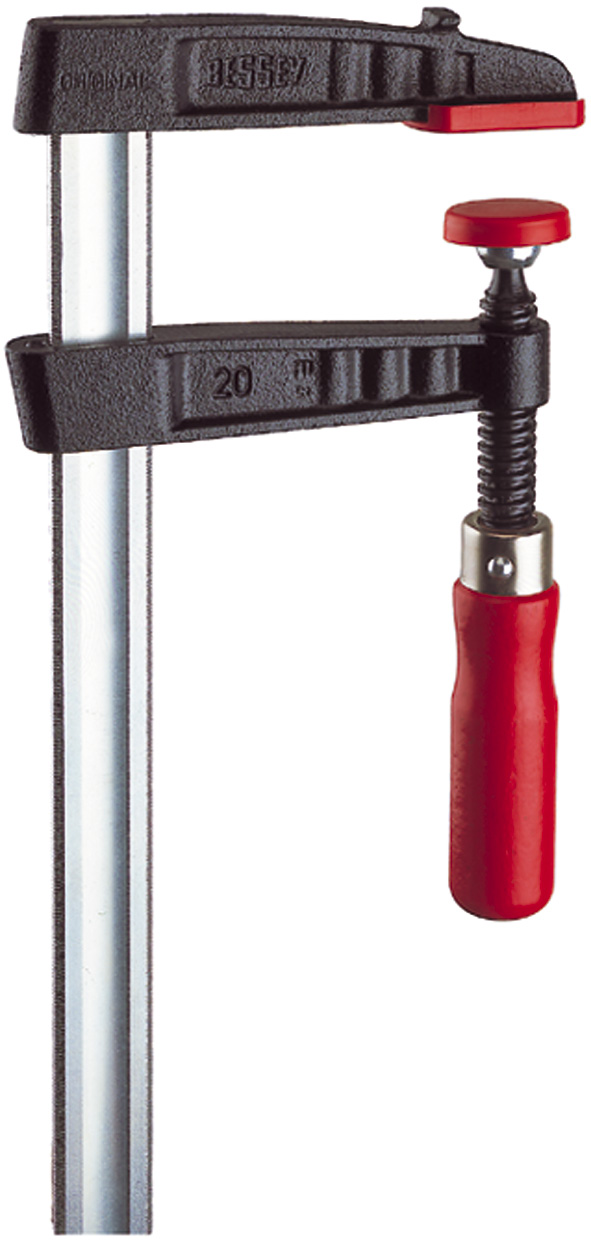
Un sargento

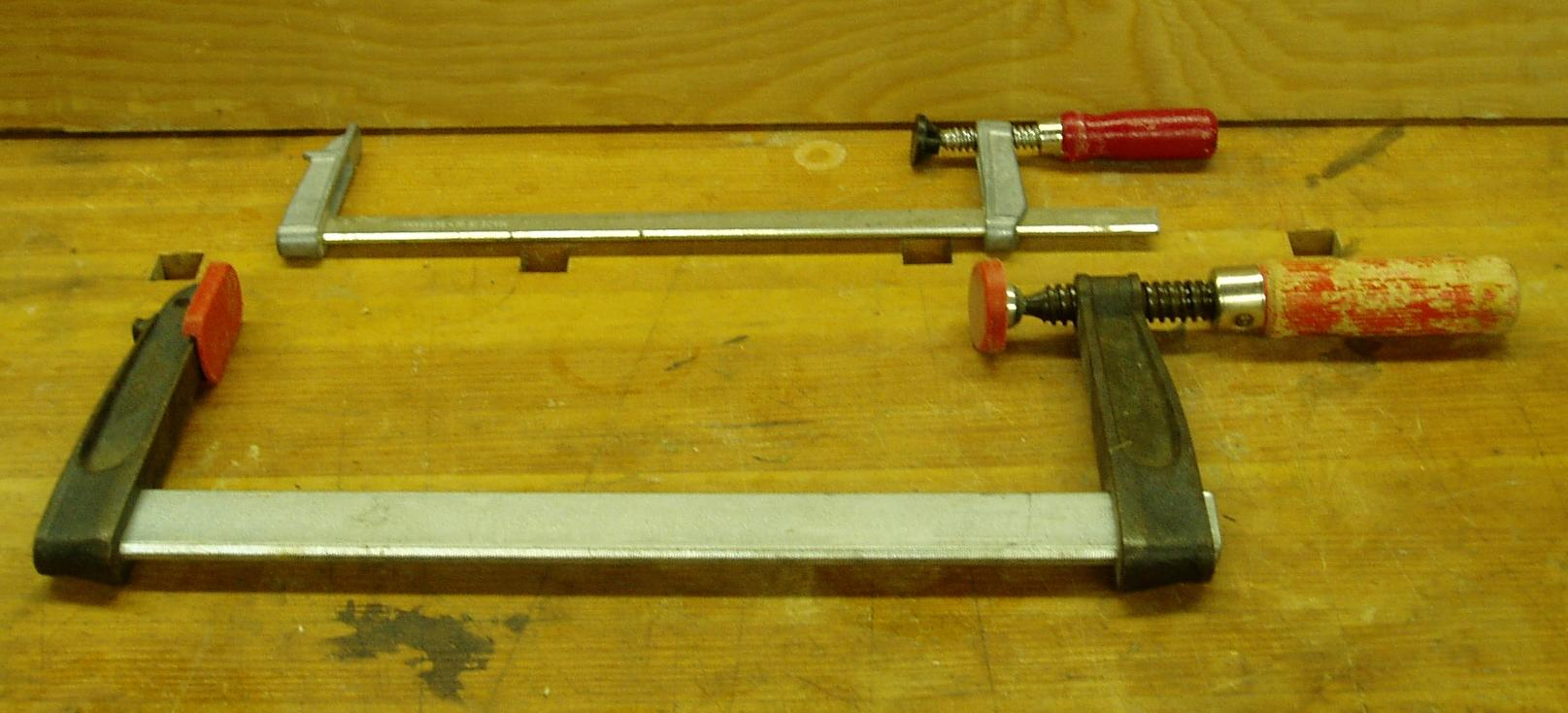
Dos sargentos de medidas diferentes.

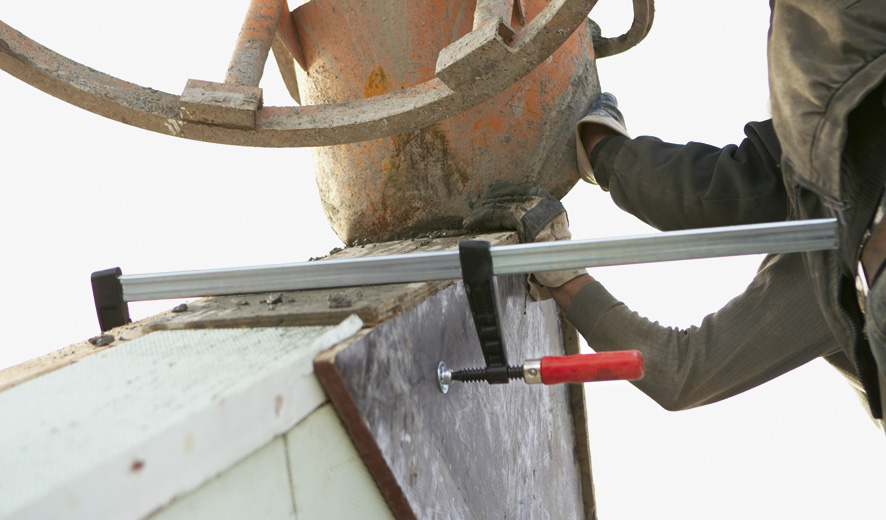
Un sargento siendo usado para sujetar las paredes de un encofrado mientras se vierte el hormigón.

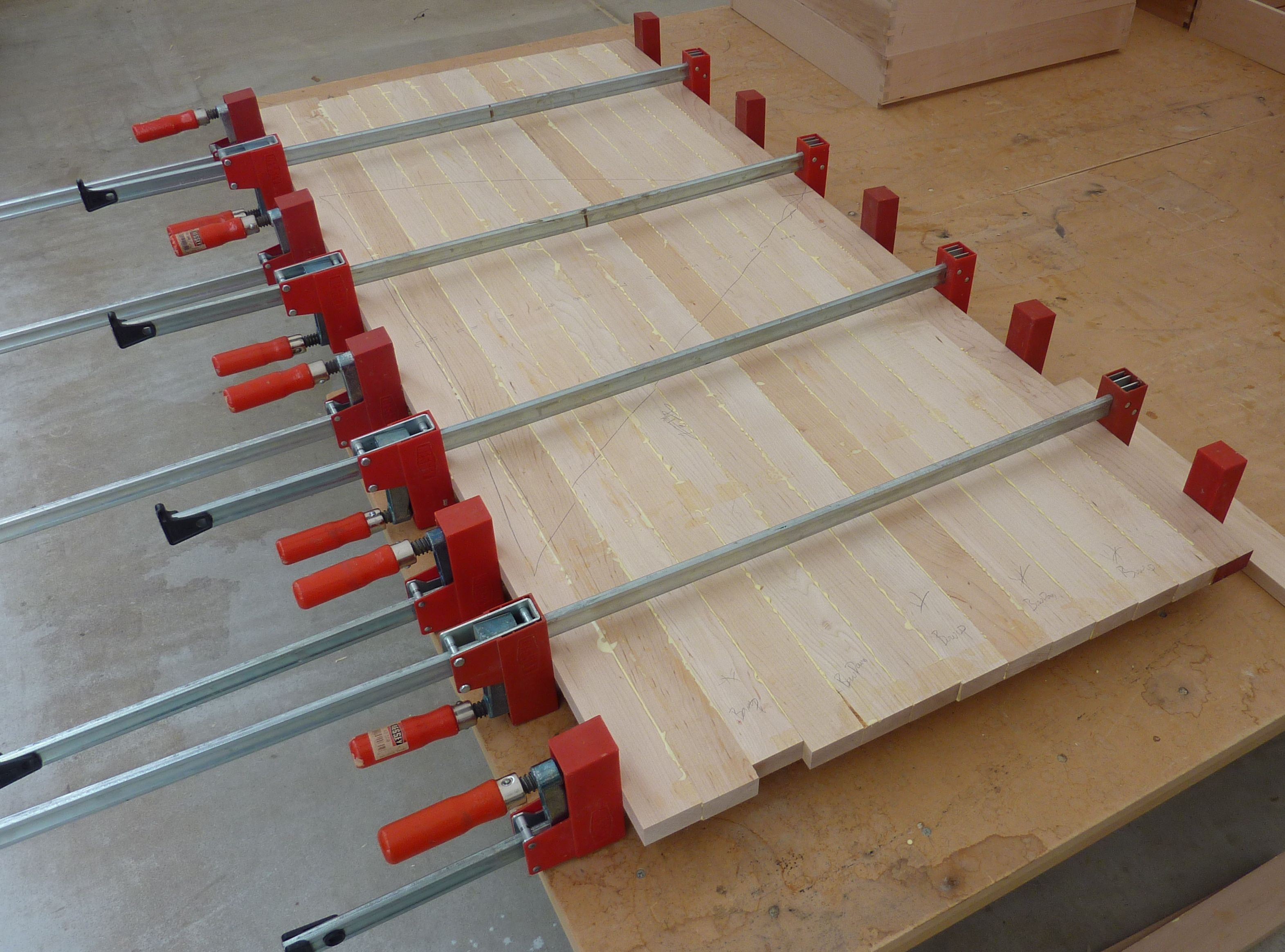
Serie de sargentos utilizados para mantener la presión sobre unas piezas recién encoladas.

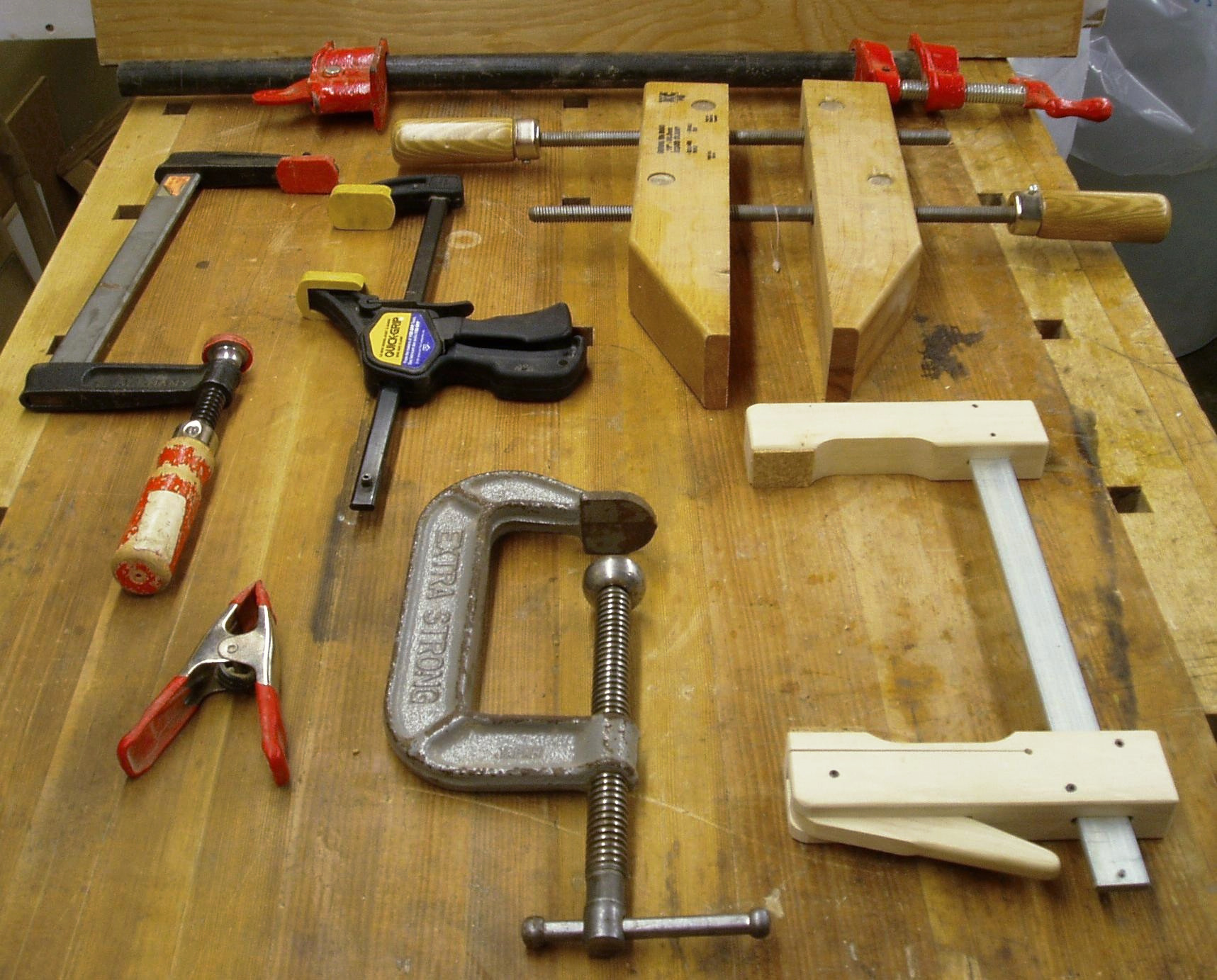
Una seleeción de varios tpos de sargentos utilizados en carpintería.

Se denomina sargento a una herramienta manual de uso común en muchas profesiones, principalmente en carpintería, que se compone de dos mordazas, regulables con un tornillo mediante el cual al girar en uno de sus extremos ejerce  presión sobre el objeto u objetos, generalmente de madera, colocado(s) entre dichas mordazas.
Los sargentos se utilizan para sujetar piezas que van a ser mecanizadas (si son metales) o van a ser pegadas con cola en el caso de madera. Los sargentos tienen muchos tamaños diferentes.
Su nombre proviene del francés serre-joint, cuya pronunciación en castellano es similar a la de sergeant (sargento).
Los sargentos pequeños, cuyo cuerpo es de metal y tiene forma de C, también son conocidos como prensa "C" o prensa "G".

## Historia

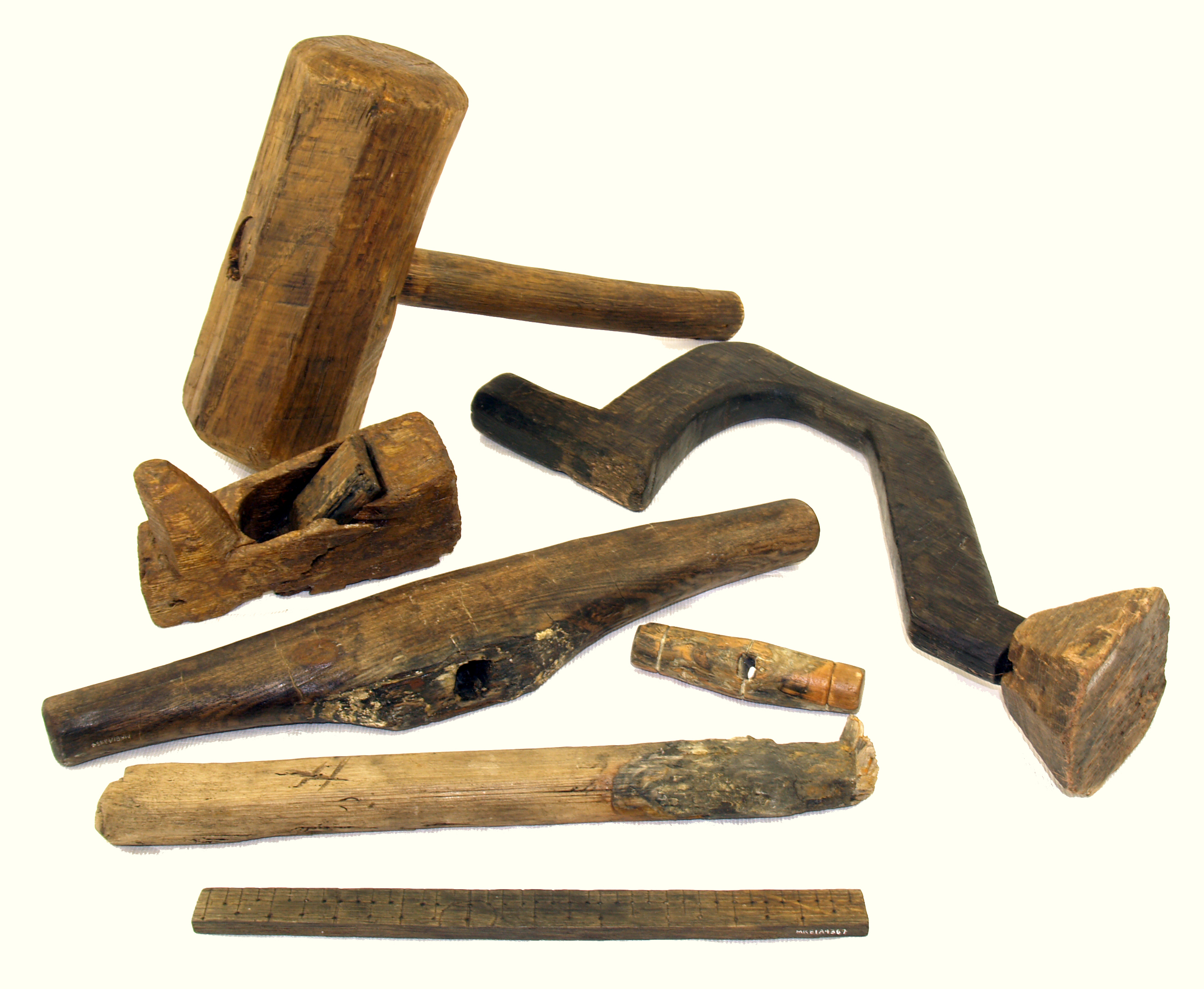
Herramientas de carpintería encontradas en los restos del naufragio del velero del, Mary Rose. Desde arriba hacia abajo, martillo, Berbiquí, Garlopa, y otras herramientas.

Los antropólogos creen que el uso de herramientas fue un paso importante en la evolución humana. Dado que los humanos y los chimpancés salvajes utilizan ampliamente herramientas, se asume ampliamente que el primer uso rutinario de herramientas ocurrió antes de la divergencia entre las dos especies. Sin embargo, estas primeras herramientas probablemente estaban hechas de materiales no permanentes como palos o consistían en piedras sin modificar que no podían distinguirse de otras. piedras como herramientas.
Los artefactos de piedra datan de hace unos 2,5 millones de años. Sin embargo, un estudio de 2010 sugiere que la especie hominina Australopithecus afarensis comía carne sacrificando y troceando animales con herramientas de piedra. Este descubrimiento sitúa el uso más antiguo conocido de herramientas de piedra entre los homínidos hace unos 3,4 millones de años.
Los hallazgos de herramientas reales datan de al menos 2,6 millones de años en Etiopía. Una de las primeras formas reconocibles de herramientas de piedra es el hacha de mano.
Hasta hace poco, las armas excavadas eran las únicas herramientas del "hombre primitivo" que se estudiaban y se les daba importancia. Más herramientas ahora son reconocidas como cultural e históricamente relevantes. Además de la caza, las herramientas son necesarias para otras actividades, como las de preparación de alimentos, "... cascado de nueces, desollado, cosecha y carpintería ..." Este grupo también incluye "herramientas de piedra escamosa".

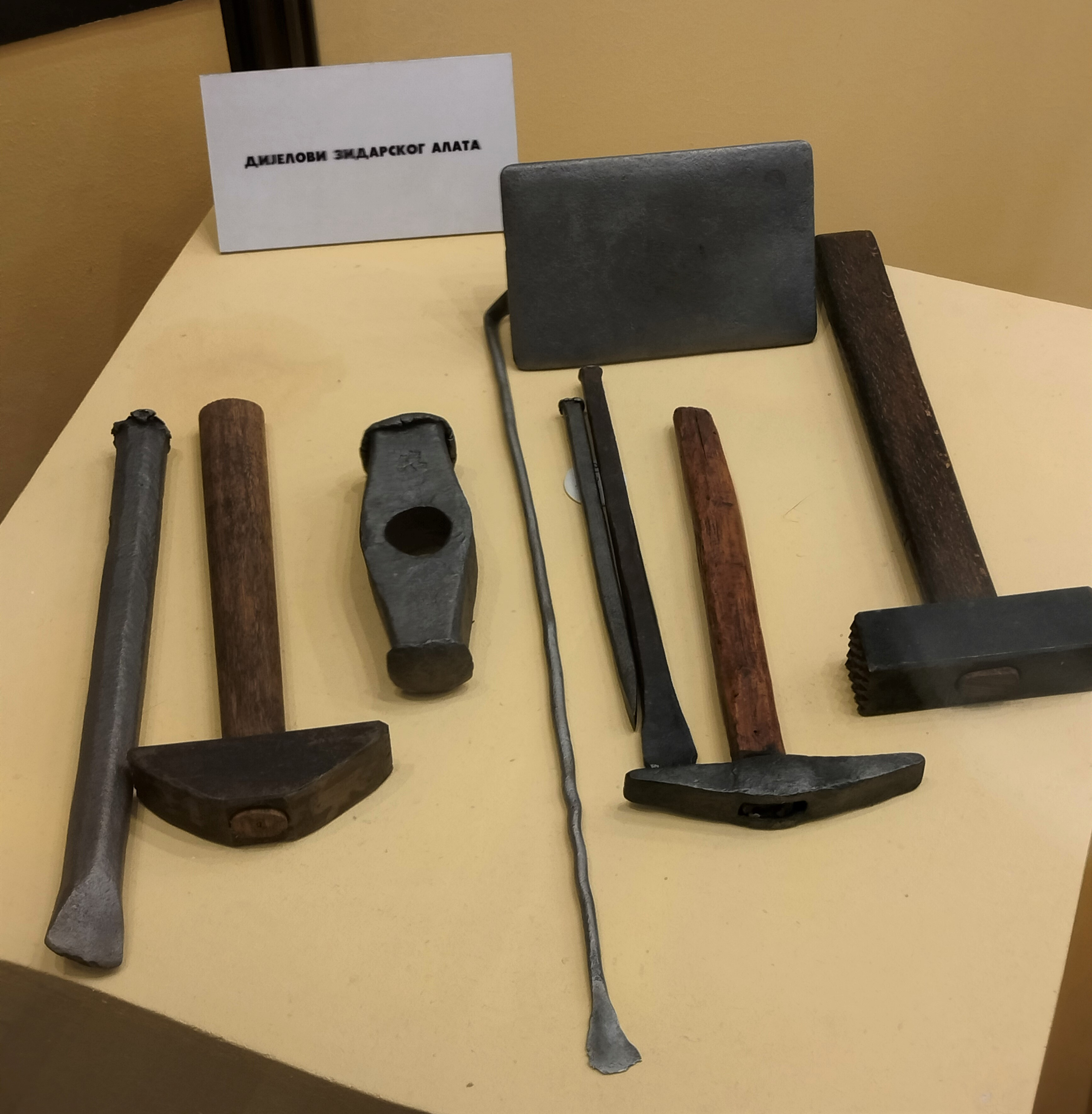
Partes de herramientas de albañilería, Museo de Herzegovina, Trebinje.

Las herramientas son los artículos más importantes que la gente antigua usaba para conseguir ascender a la cima de la cadena alimenticia; al mejorar las herramientas, pudieron realizar tareas más allá de las capacidades del cuerpo humano, como una lanza o arco y flecha para matar presa, ya que sus dientes no estaban afilados y ser sin embargo suficientes para penetrar la piel de muchos animales. Se ha cuestionado al "hombre cazador" como catalizador del cambio de los homínidos. Basado en rastros óseos en sitios arqueológicos, ahora es más evidente que los primeros humanos devoraban las capturas de otros depredadores, en lugar de matar su propia comida.
Mediante la Mecánica los dispositivos vieron una gran expansión de su uso en la antigua Grecia y la antigua Roma con el uso sistemático de nuevas fuentes de energía, especialmente la rueda hidráulica. Su uso se expandió durante la edad oscura con la adición de molinos de viento.

## Tipos

### Temporales

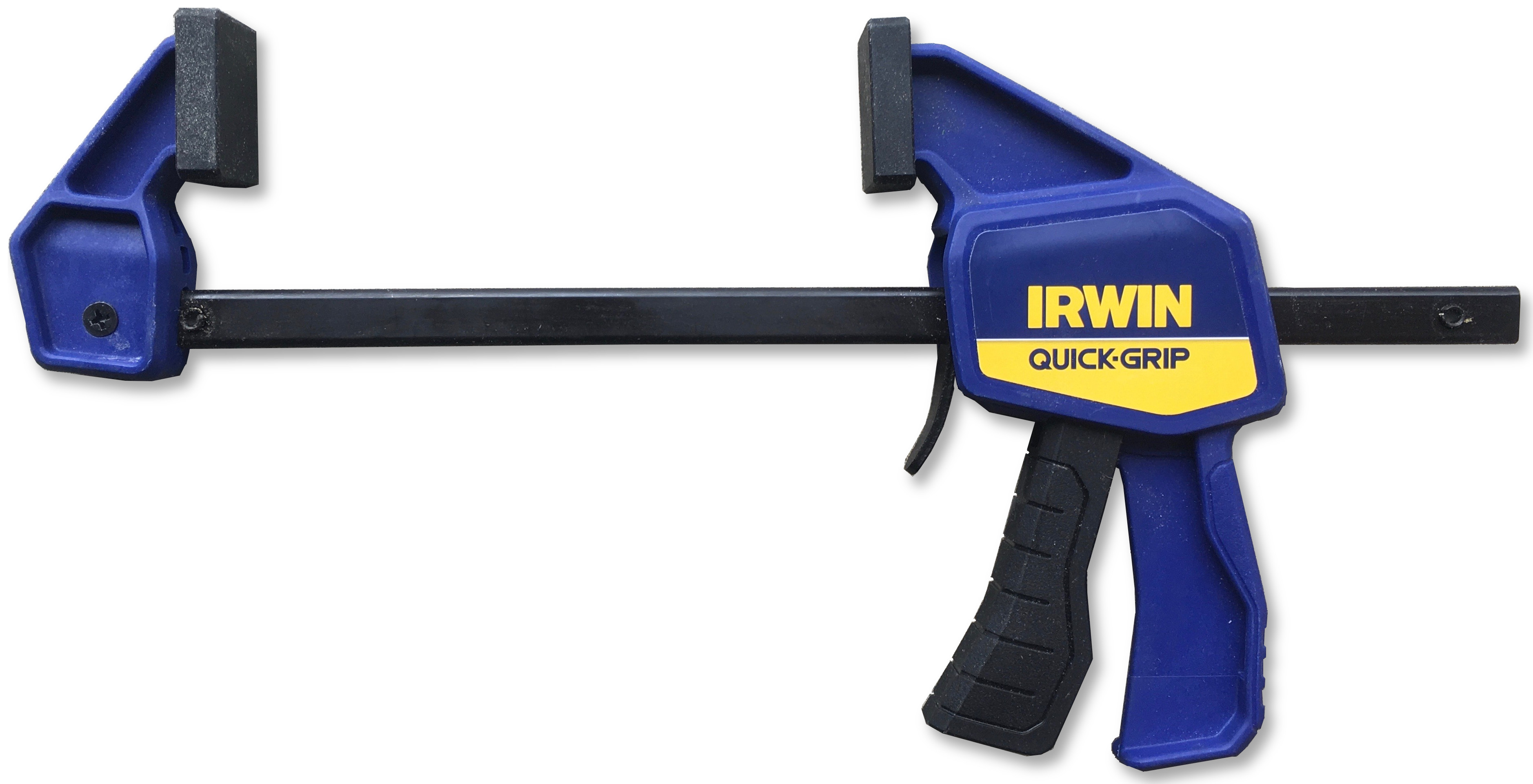
Sargento de acción rápida con gatillo para fijar o liberar la parte ajustable.

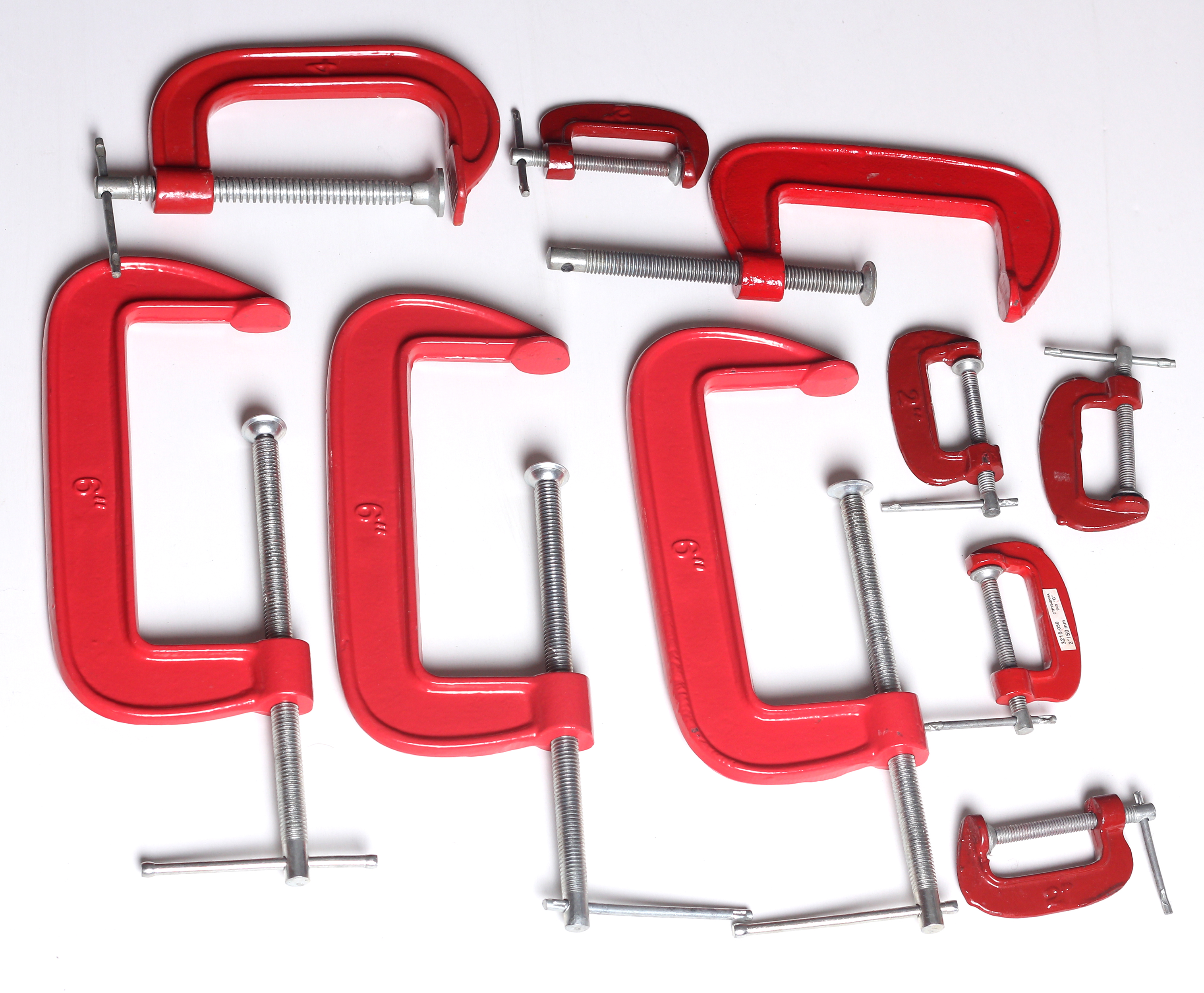
sargentos llamados de tipo G.

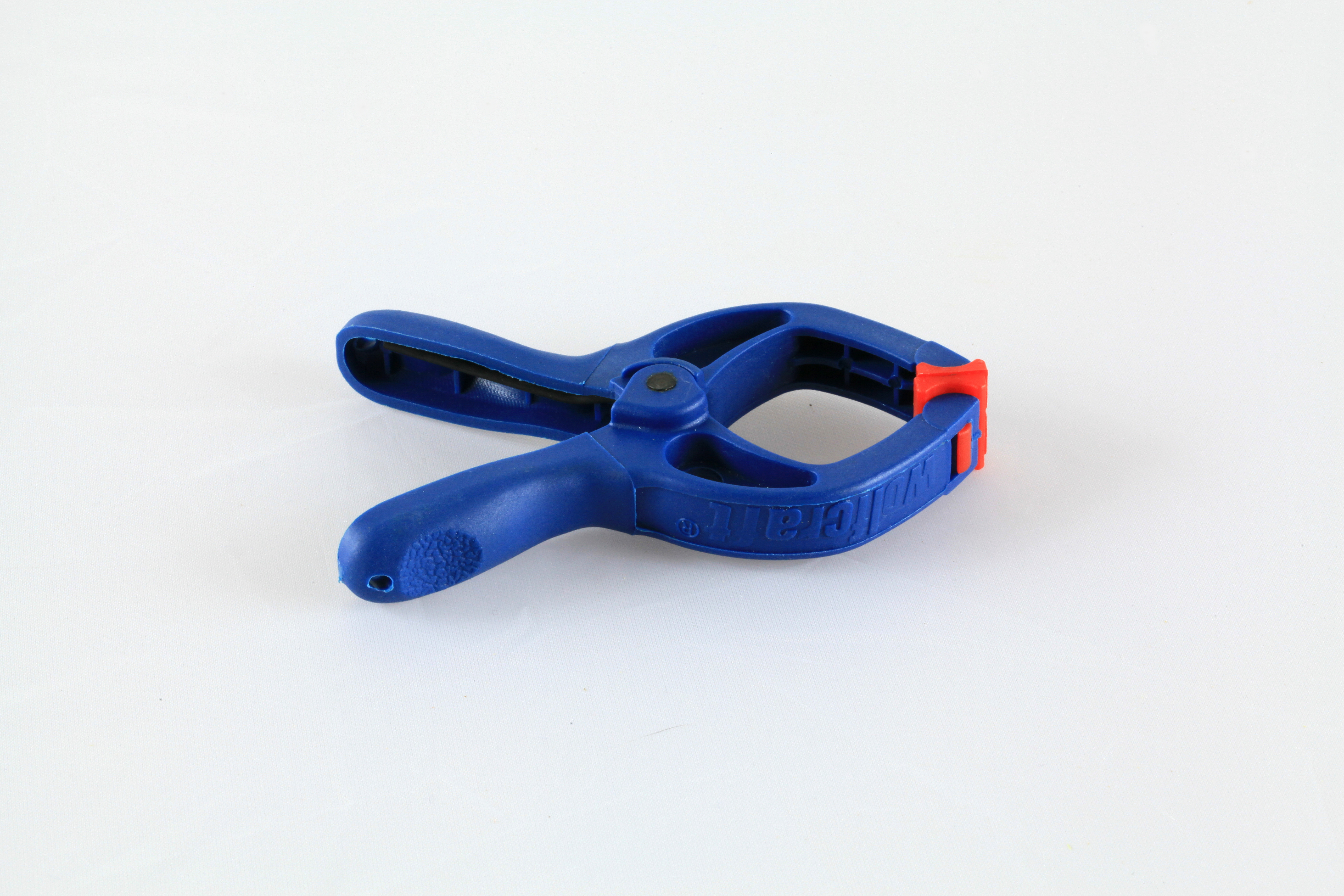
Pequeño sargento llamado de pinza, de plástico.

Estos sargentos (gafas o lañas) se utilizan para sujetar elementos de forma temporal para diversas tareas:
- Prensa de banda
- Barra de mordaza o abrazadera deslizante (arriba a la izquierda en la foto de arriba donde aparecen varias)
- Abrazadera Cardellini – abrazadera de tipo mandíbula que permite sujetar tubería de sección redonda, cuadrada, o rectangular; u objetos planos, como madera dimensional o láminas de madera contrachapada, para montar luces cinematográficas o equipos de agarre como cabezas de gobo
- Mordaza tipo C (también llamada mordaza G)
- Abrazadera para piso Una abrazadera de carpintero utilizada para apretar las tablas de recubrimniento de pisos durante su proceso de fijación.
- Abrazadera de horquilla de acero inoxidable para juntas de vidrio esmerilado ST con/sin tornillo de fijación. Tamaños para: ST 14, 19, 24, 29 y 45.
- Gripe (una abrazadera especializada, apretada con una cuña, para mantener las piezas en posición cuando se construye un barco clinker)
- Sargento para uso con una sola mano[9]
- pinza de tornillo (parte superior derecha de la foto con varias)

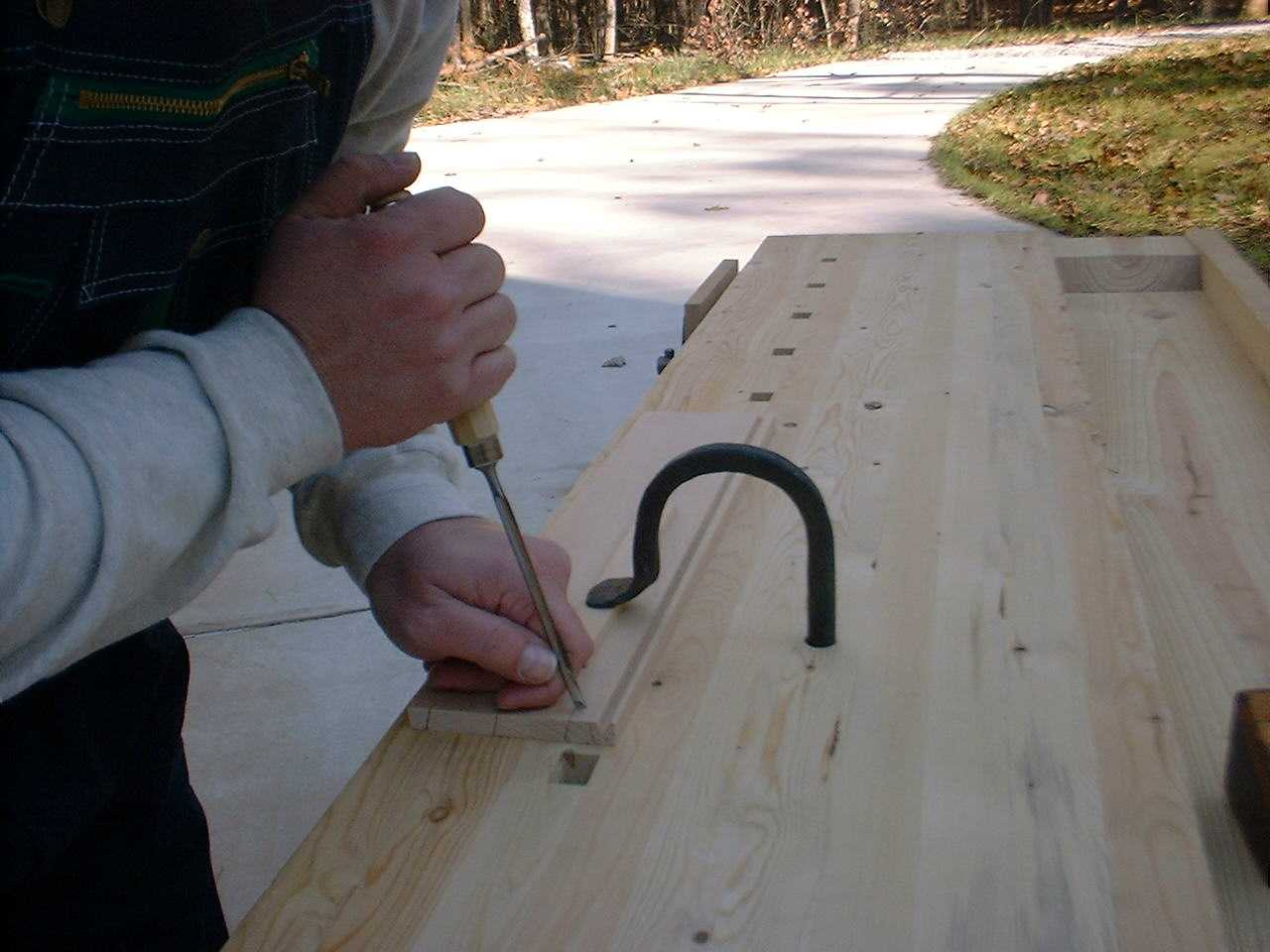
Pinza rápida en uso en un banco de trabajo.

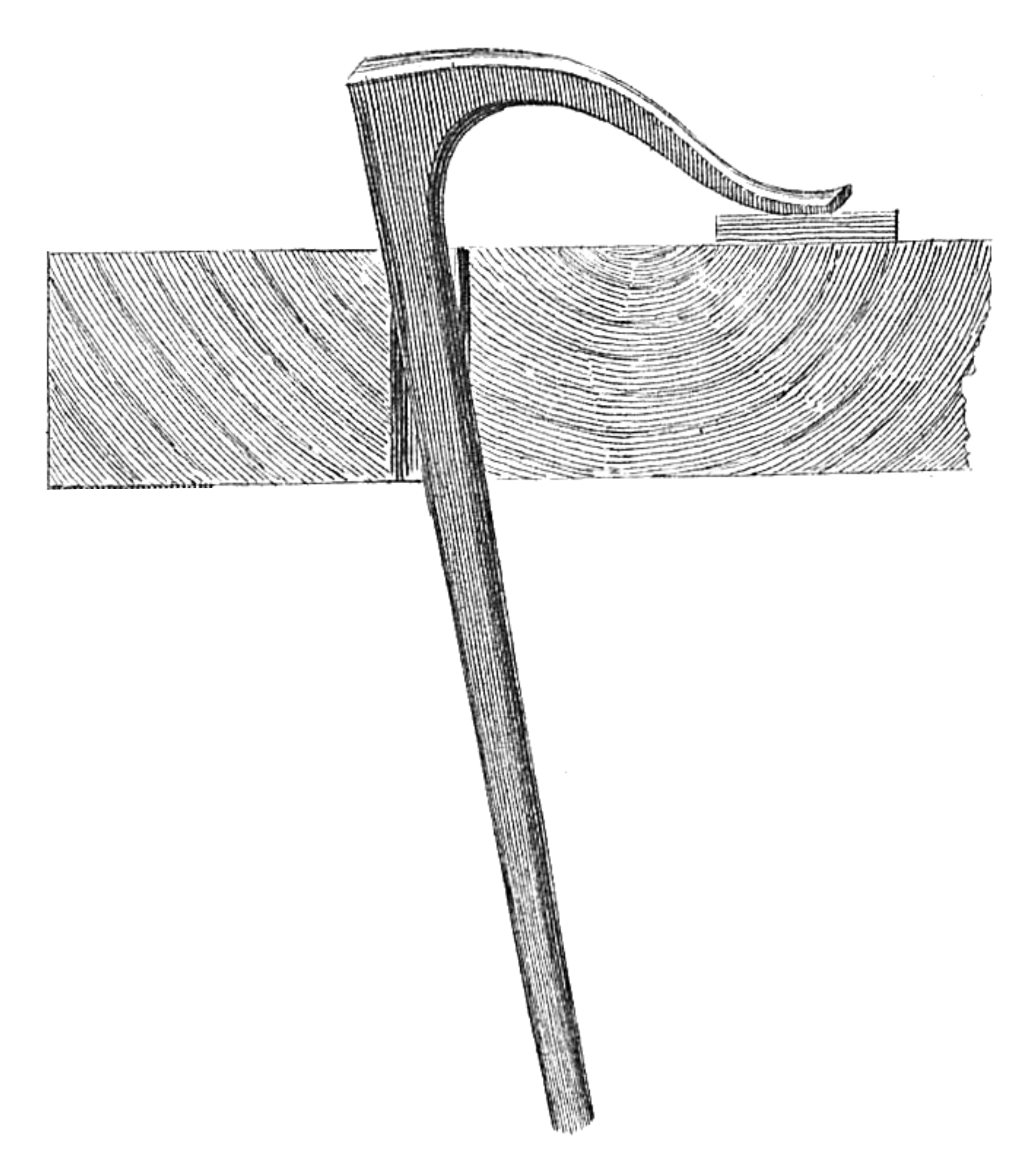
Ilustración de un sargento rápido para carpintero en "L'art du menuisier" (El arte del carpintero), hacia 1750.

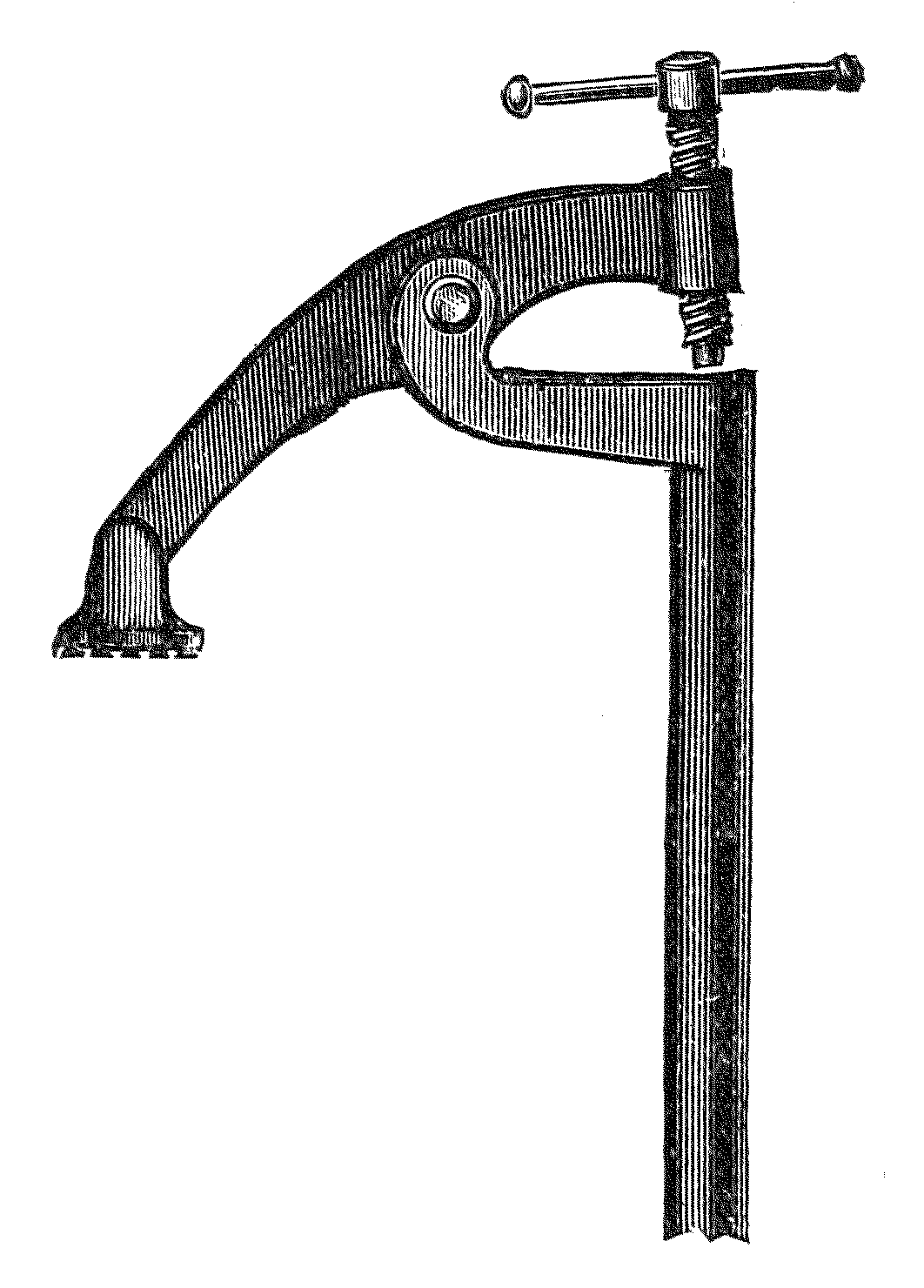
una sargento rápido con tornillo, en Cassells' Carpentry and Joinery (Carpintería y ebanistería de Cassell), 1907.

- sargento rápido, una abrazadera de banco para sujetar objetos a la parte superior o lateral de un banco de trabajo. El banco forma la mordaza fija.
- Pinza magnética a utilizarse con una base magnética

- Abrazadera Mitre
- pinza para tuberías

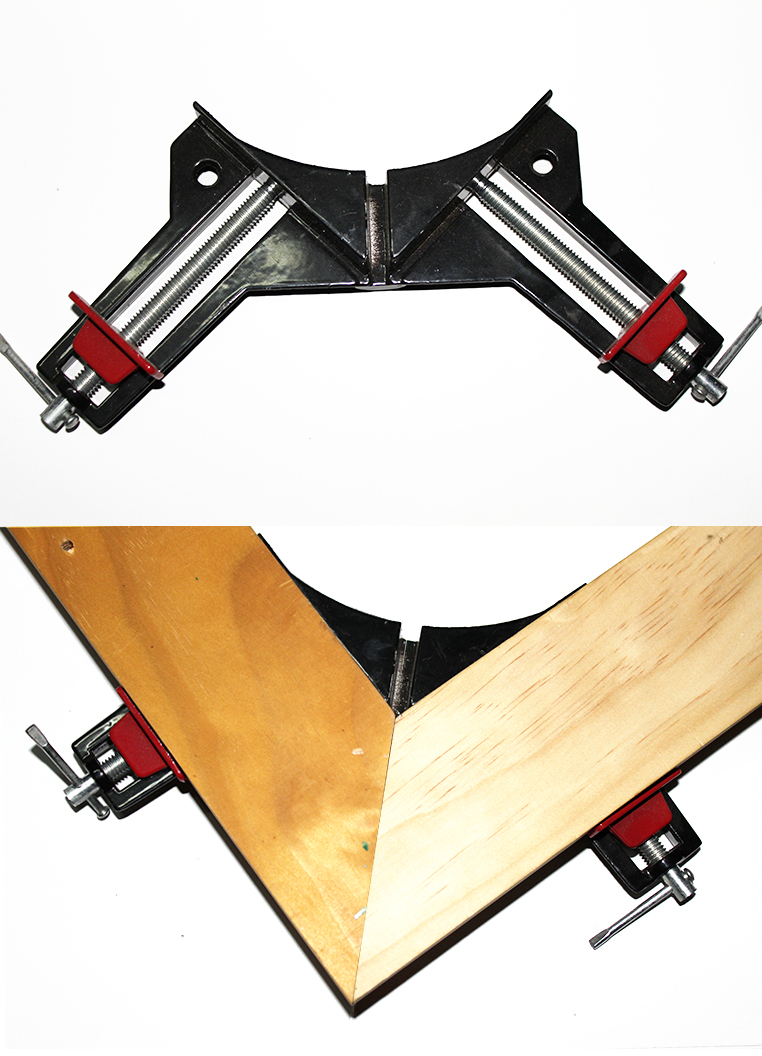
Sargento de ángulo Mitre

- Abrazadera de hoja (una forma especializada y larga de abrazadera de barra)
- Set screw, un  set screw, tornillo de fijación, es un tornillo que se utiliza para asegurar un objeto, mediante presión y/o fricción, dentro o contra otro objeto, como por ejemplo para fijar una polea o un engranaje a un eje.[10][11]
- sargento con muelle
- sargento rápido

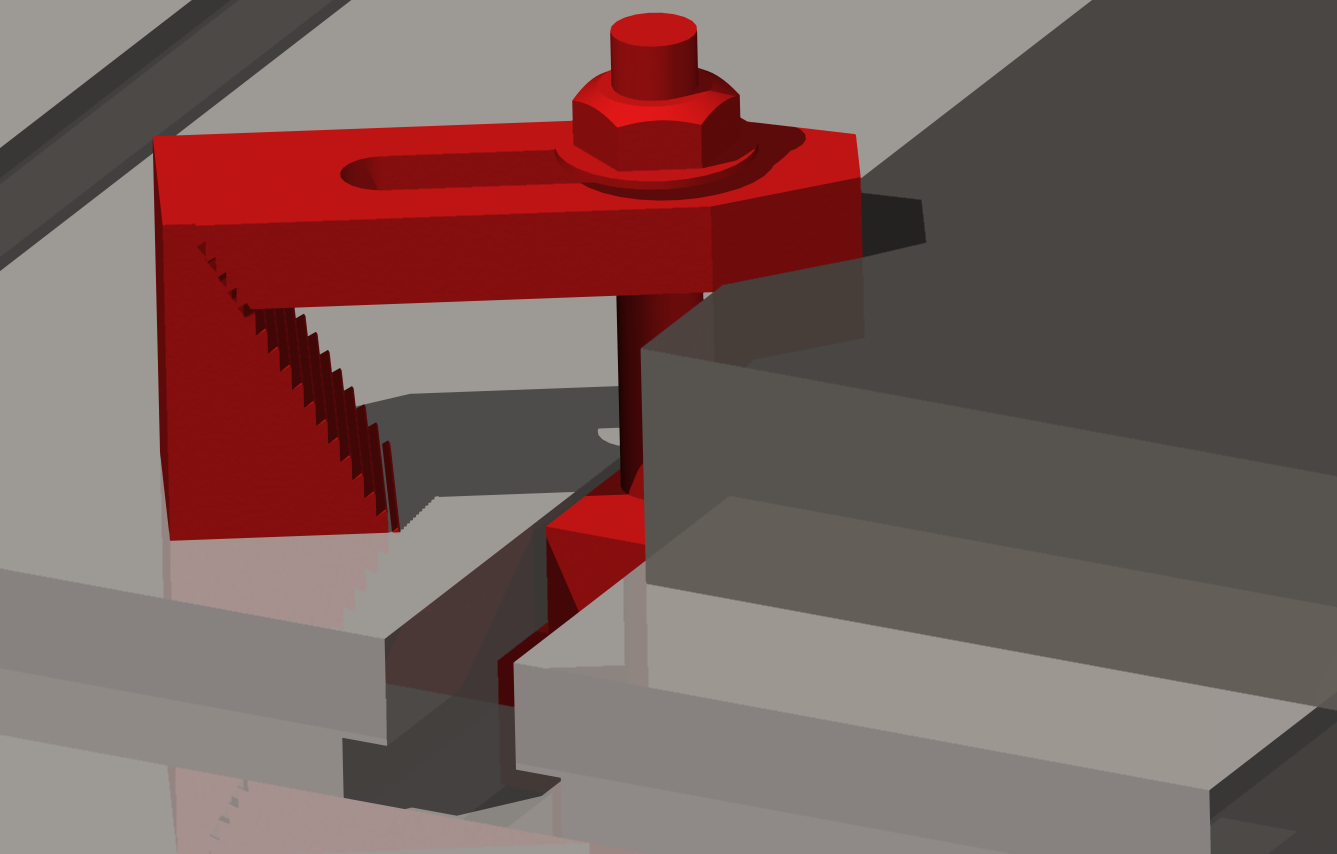
ilustración de una pinza dentada.

- pinza dentada, Una pinza con borde dentado que se utiliza junto con bloques escalonados en el mecanizado para fijar un objeto en su lugar durante las operaciones de fresado.
- Toggle clamp, pinzas on mecanismo para fijar
- grapa de pegado (una versión más pequeña y de precisión del tornillo de mano, completamente de acero)
- Pinch Dog (Un pequeño dispositivo con forma de grapa, diseñado para colocarse sobre una junta y tirar de ella firmemente durante el proceso de pegado.)
- pinza de la ropa

### Permanentes
- Abrazadera para tubo
- Abrazadera Marman
- Abrazaderas para cable de acero
- Joiner's dog, grapas de metal pesado utilizadas para mantener la madera en su lugar durante su conversión par curvar por ejemplo.[12] [13]

### Médicas
Existen varios tipos de sargentos para uso médico:

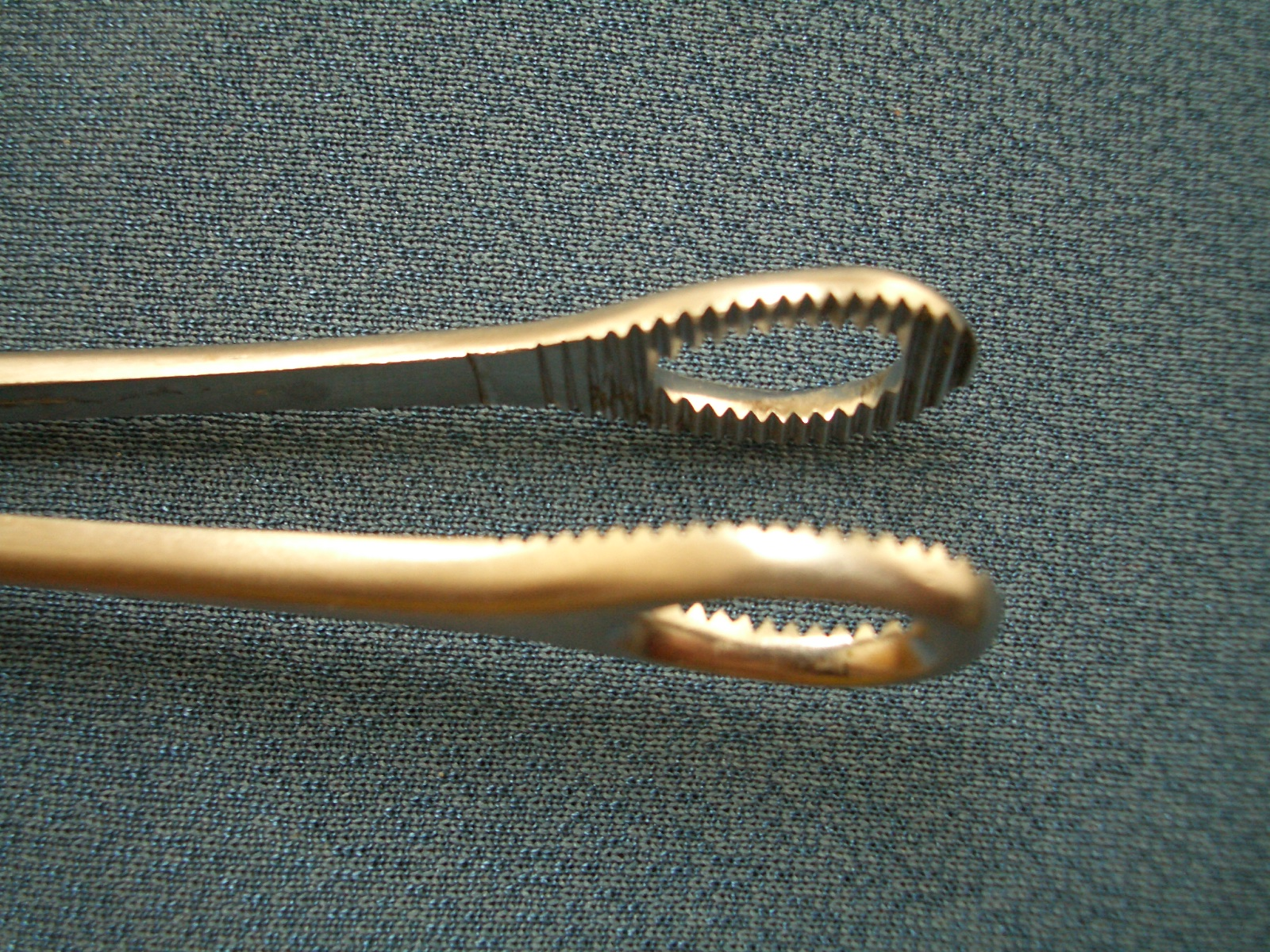
Detalle de los ojales de una pinza de Foerster.

- Pinza Foerster. Una pinza de Foerster es una pinza quirúrgica con un ojal redondo.[14] También conocida como pinza de esponja o pinza de esponja. Se utiliza para sujetar de forma atraumática el tejido pulmonar en cirugía torácica. Al sujetar una esponja quirúrgica con las mandíbulas, las pinzas de Foerster se utilizan comúnmente para extraer pequeñas cantidades de líquido del área operatoria y aplicar presión en los sitios de sangrado.[14] También se puede utilizar para la disección de tejidos. Inventada por David William Foerster de Oklahoma City, Oklahoma, EE. UU., pionero en las operaciones de cambio de sexo en los Estados Unidos.

- Hemóstato

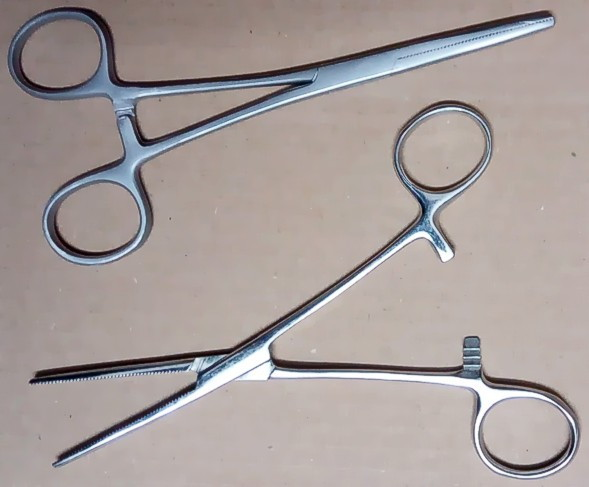
Hemóstato.

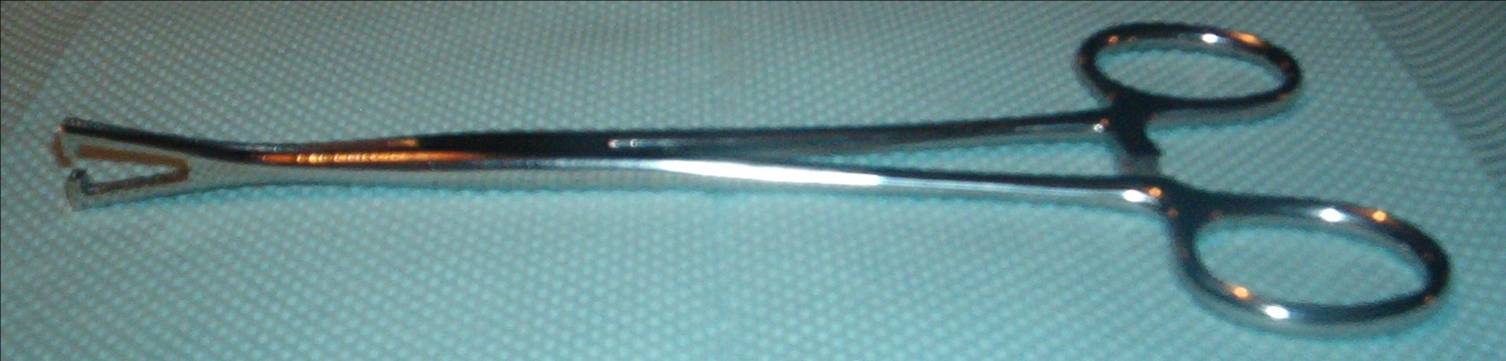
Pinza de Pennington

- Una pinza de Pennington, también conocida como pinza Duval, es una pinza quirúrgica con un ojal triangular.[15] Se utiliza para sujetar tejido, particularmente durante operaciones intestinales y rectales.
- Pinza Gompco, utilizada en circuncisiones
- Pinza Mogen,  utilizada en circuncisiones rápidas

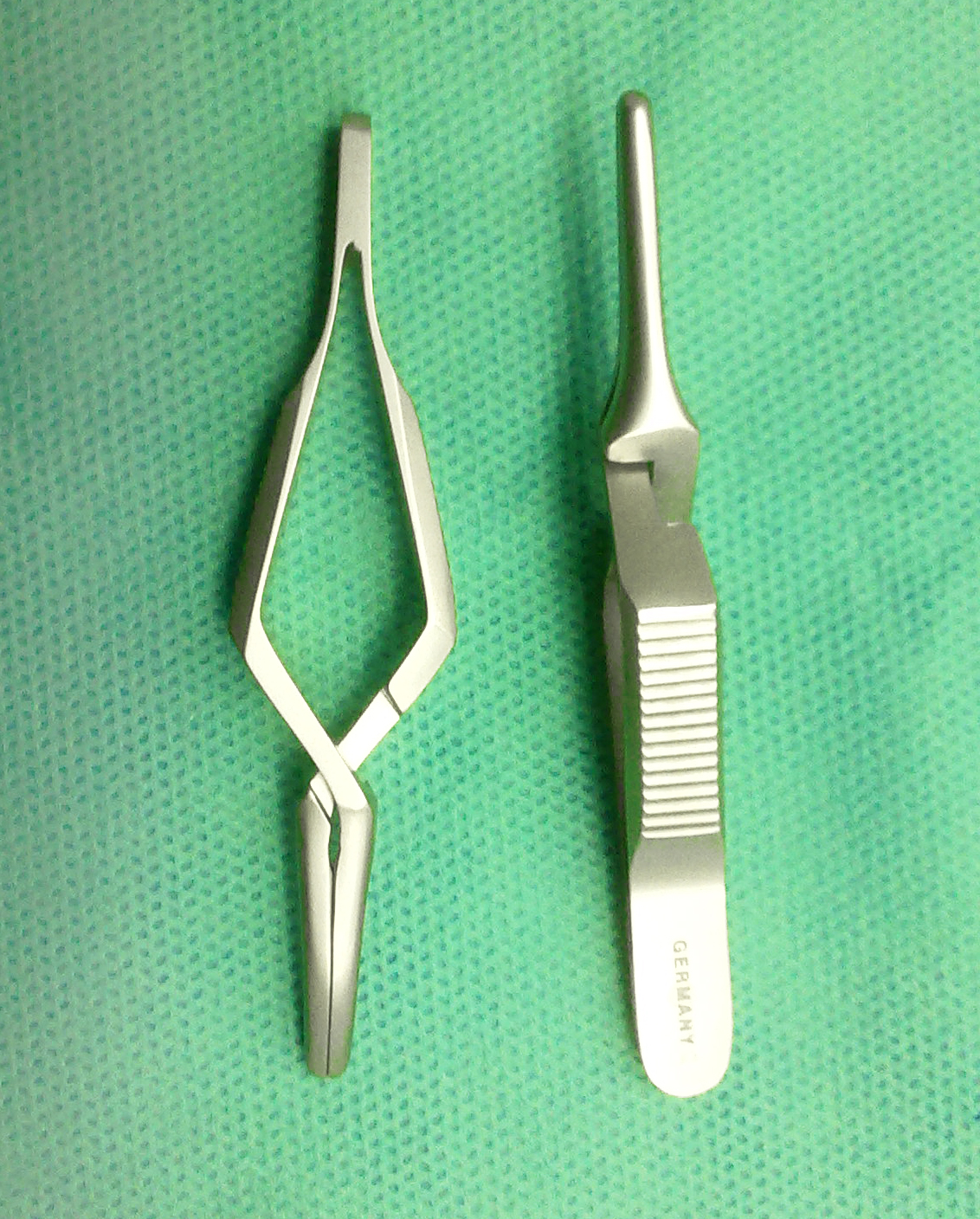
Pinza bulldog.

- Pinza para huesos[16]

- Pinza bulldog

### Otras
- pinza para castrado o Burdizzo
- Cepo

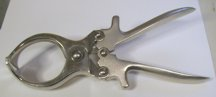
Pinza para castrado.

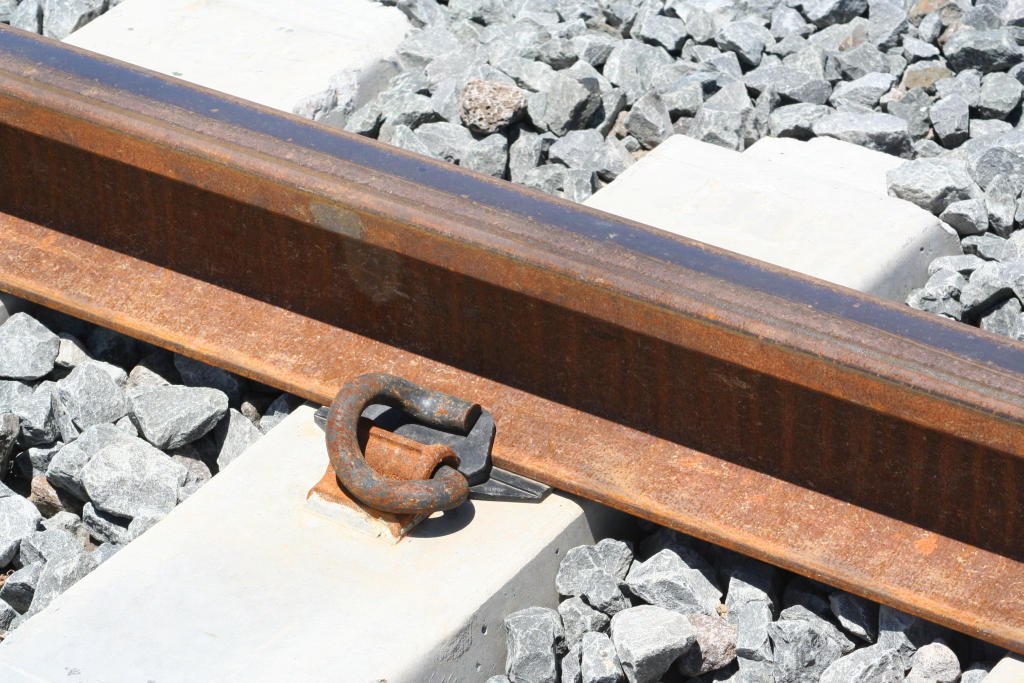
Un clip Pandrol.

- Clip Pandrol, utilizado para sujetar traviesas de ferrocarril
- Pinzas para tubos, utilizados en andamios de tubos y pinzas en construcción
- Pinza para pezón